# Sydafrika i olympiska sommarspelen 1904
Sydafrika deltog med åtta deltagare vid de olympiska sommarspelen 1904 i Saint Louis. Ingen av landets deltagare erövrade någon medalj. Detta var första gången som deltagare från Sydafrika deltog i de olympiska spelen.